# Казімежув (Зволенський повіт)
Казімежув (пол. Kazimierzów) — село в Польщі, у гміні Тчув Зволенського повіту Мазовецького воєводства.
Населення — 98 осіб (2011).
У 1975-1998 роках село належало до Радомського воєводства.

## Демографія
Демографічна структура станом на 31 березня 2011 року:
|          | Загалом | Допрацездатний вік | Працездатний вік | Постпрацездатний вік |
| -------- | ------- | ------------------ | ---------------- | -------------------- |
| Чоловіки | 51      | 11                 | 34               | 6                    |
| Жінки    | 47      | 12                 | 25               | 10                   |
| Разом    | 98      | 23                 | 59               | 16                   |